# Klas Arvedson
Klas Arvedson (Lindelius), född 23 juni 1764 i Sankt Lars församling, Östergötlands län, död 17 januari 1851 i Sankt Olofs församling, Östergötlands län, var en svensk  hantverkare, riksdagsledamot och politiker.

## Biografi
Klas Arvedson föddes 1764 i Sankt Lars församling. Han var son till gästgivare i Vikingstads församling. Han blev 1784 student vid Uppsala universitet och 1790 garvare i Norrköping. Arvedson blev 1812 rådman i Norrköping. Han avled 1851 i Norrköping.
Arvedson var riksdagsledamot för borgarståndet i Norrköping vid riksdagen 1809–1810. Han var då ledamot i allmänna besvärs- och ekonomiutskottet och förstärkta statsutskottet.[källa behövs]
Han var garvarålderman i Norrköping.

### Familj
Arvedson gifte sig 1790 med Anna Helena Erling.